# David Gerstein
David Gerstein (nacido en 1974) es un estadounidense autor y editor de cómics además de un historiador de dibujos animados o animación. Gerstein cuenta con cinco libros e incontables libros de cómics de los que es autor. Ha escrito muchas historias de cómics de Disney. En el pasado ha trabajado para Egmont, una editorial de cómics danesa y actualmente trabaja para Gemstone Publishing.

## Obras en forma de libro
Como autor/editor:
- Walt Disney's Hall of Fame: Dick Kinney and Al Hubbard (Egmont Serieforlaget, 2009)
- Walt Disney Treasures—Uncle Scrooge: A Little Something Special (Gemstone Publishing, 2008)
- Walt Disney Treasures—Disney Comics: 75 Years of Innovation (Gemstone Publishing, 2006)
- Mickey and the Gang: Classic Stories in Verse (Gemstone Publishing, 2005)
- Donald Duck: 70 Years (Egmont Serieforlaget A/S, 2004)
- The Walt Disney Centennial Book (Egmont Serieforlaget A/S, 2001)
- 70 Years With Mickey Mouse (Egmont Serieforlaget A/S, 1998)
- Nine Lives To Live: A Classic Felix Celebration (Fantagraphics, 1996)

## Como autor/editor contribuidor
- Animation Art: From Pencil To Pixel (Harper Design International, 2004)
- Looney Tunes: The Ultimate Visual Guide (Dorling Kindersley, 2003)
- Black Images in the Comics (Fantagraphics, 2003)

## Obras en forma de cómic y revista
- Walt Disney's Comics and Stories (Gemstone Publishing) (Como editor de los archivos y escritor contribuidor)
- Anders And & Co. (Egmont Serieforlaget A/S) (Como editor de la historia contribuidor)
- Walt Disney's Christmas Jubilee Present (Egmont Serieforlaget Norway) (Como editor y escritor contribuidor)
- Uncle Scrooge (Gemstone Publishing) (Como editor de los archivos y escritor contribuidor)
- Comic Book Marketplace (Gemstone Publishing) (Como escritor)